# Nebílovy
Nebílovy (en allemand : Nebillau) est une commune du district de Plzeň-Sud, dans la région de Plzeň, en République tchèque. Sa population s'élevait à 372 habitants en 2022.

## Géographie
Nebílovy se trouve à 11 km à l'est-sud-est de Dobřany, à 13 km au sud-sud-est de Plzeň et à 88 km au sud-ouest de Prague.
La commune est limitée par Štěnovický Borek au nord, par Chválenice à l'est, par Střížovice et Netunice au sud, et par Předenice et Čižice à l'ouest.

## Histoire
La première mention écrite de la localité date de 1327.

## Patrimoine

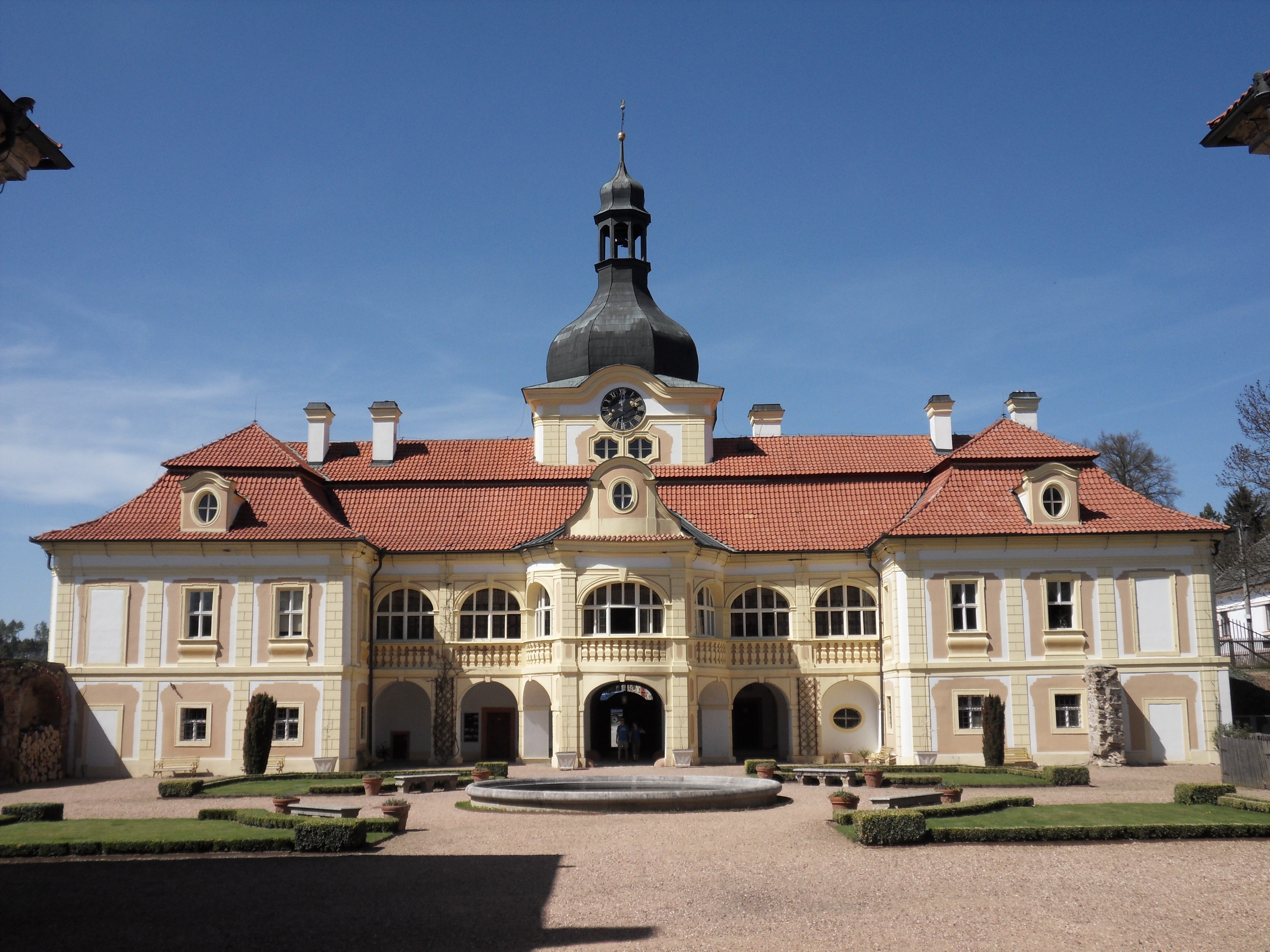
Château de Nebílovy : la façade.
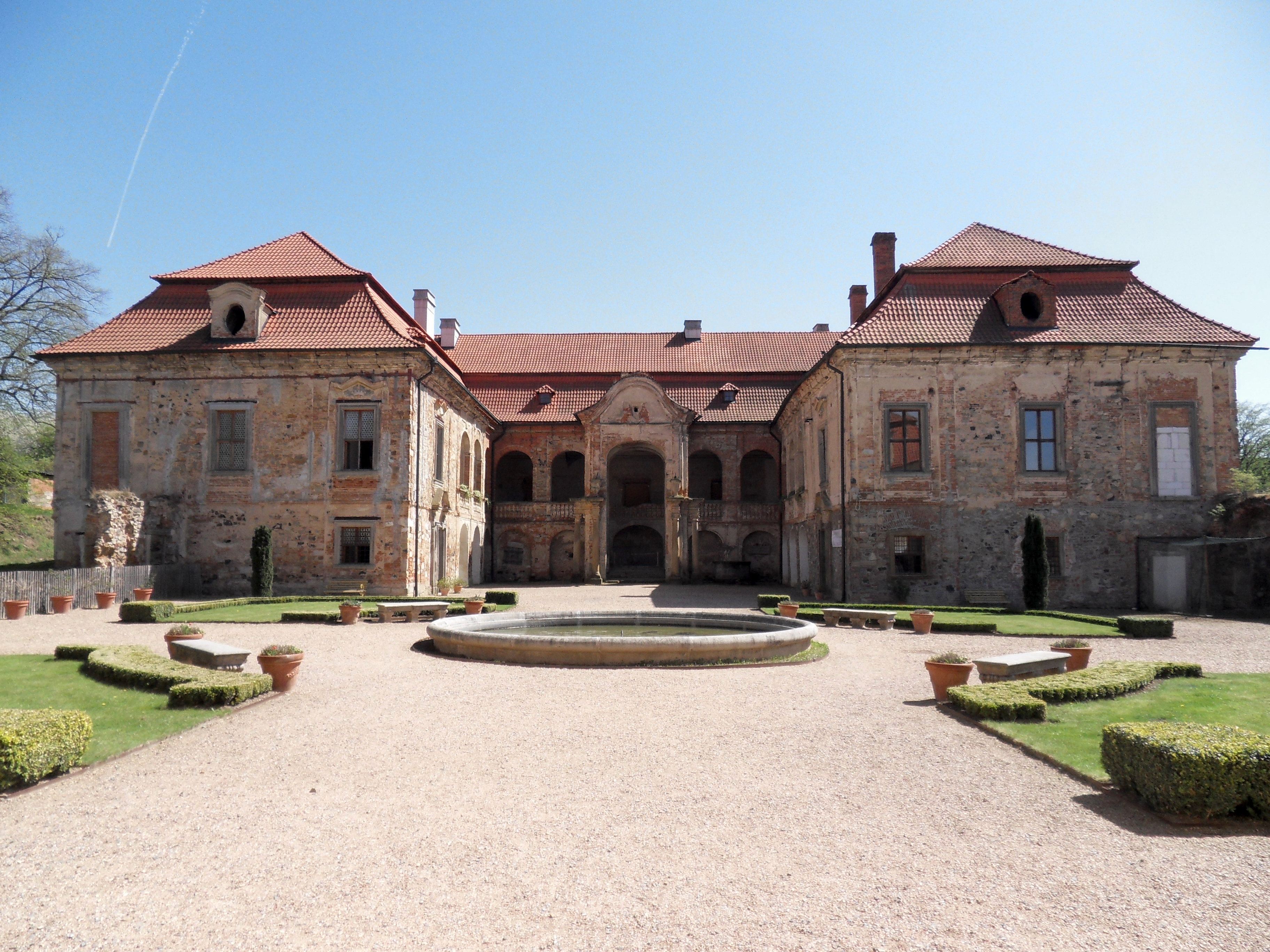
Château de Nebílovy : l'arrière.

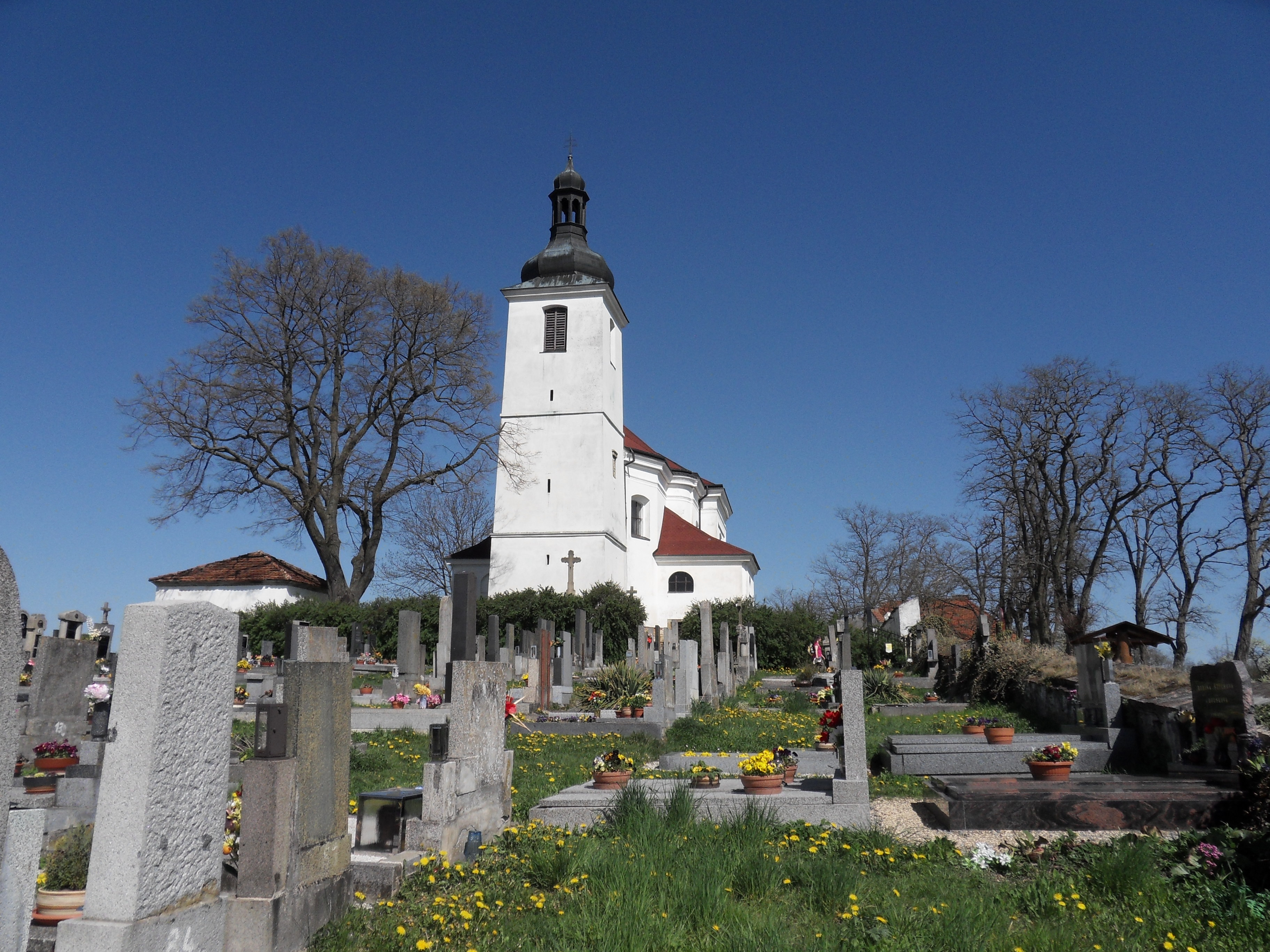
L'église de Nebílovy.

## Transports
Par la route, Nebílovy se trouve à 12 km de Přeštice, à 18 km de Plzeň et à 100 km de Prague.